# Sains-lès-Pernes
Sains-lès-Pernes ist eine französische Gemeinde mit 303 Einwohnern (Stand 1. Januar 2022) im Arrondissement Arras des Départements Pas-de-Calais. Sie liegt im Kanton Saint-Pol-sur-Ternoise und ist Mitglied des Kommunalverbandes Ternois.
| Fiefs   |         | Sachin |
| Boyaval | Kompass |        |
| Hestrus | Tangry  | Pressy |

## Sehenswürdigkeiten

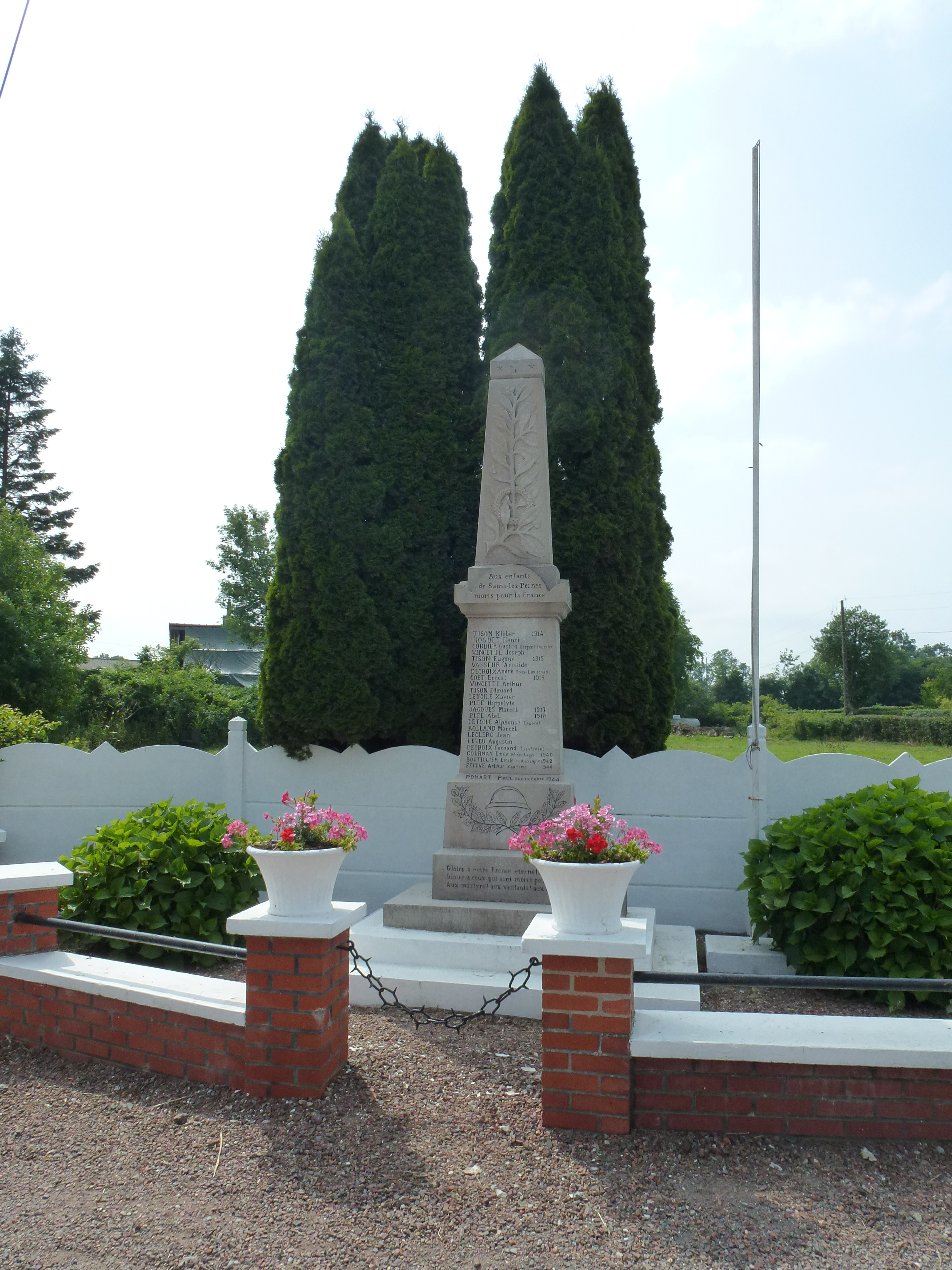
Kriegerdenkmal